# Gonia vacua
Gonia vacua is een vliegensoort uit de familie van de sluipvliegen (Tachinidae). De wetenschappelijke naam van de soort is voor het eerst geldig gepubliceerd in 1826 door Johann Wilhelm Meigen.